# Osteria Italiana

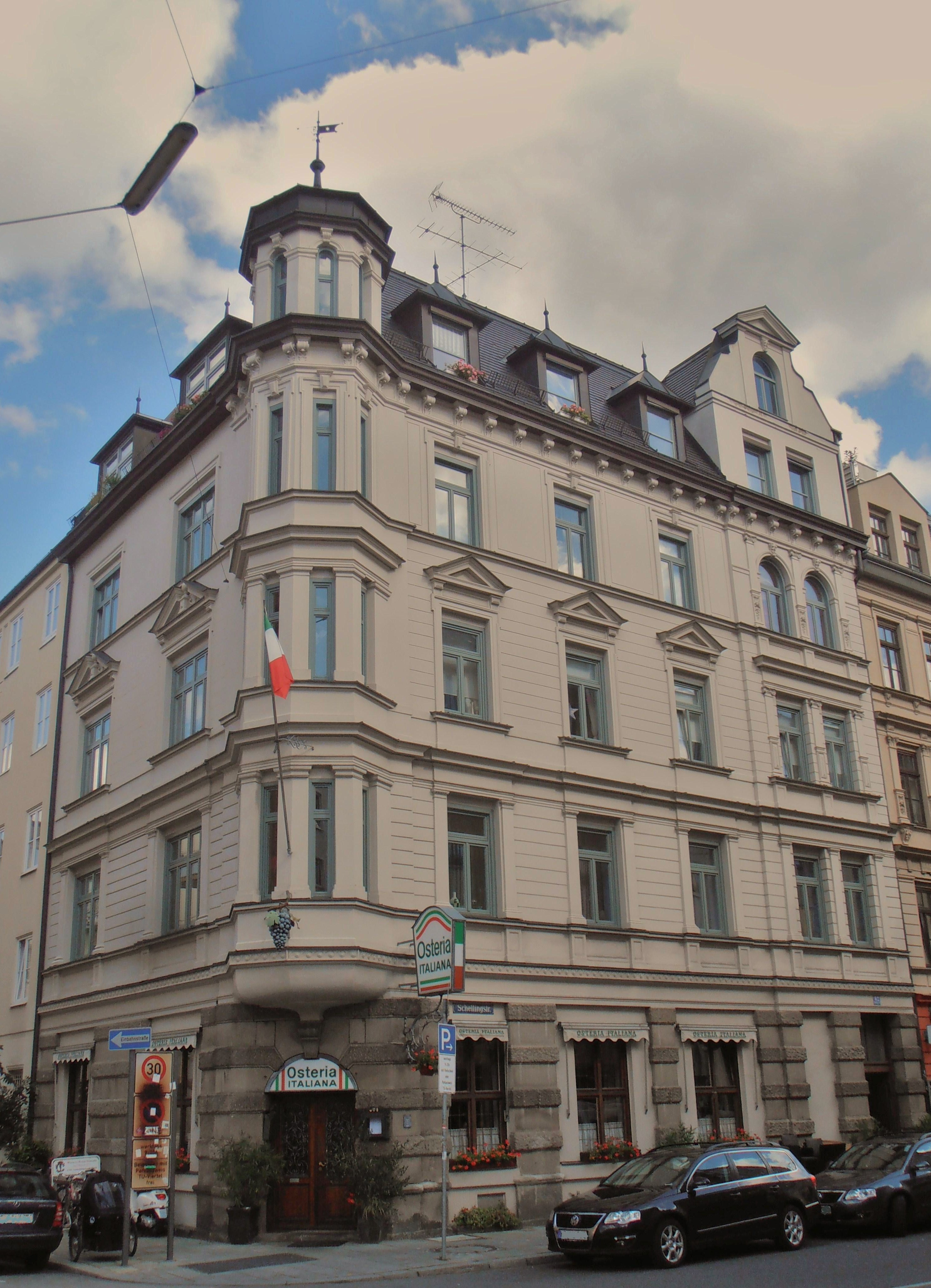
Mietshaus mit dem Lokal

Die Osteria Italiana ist ein Restaurant in der Maxvorstadt in München. Das Lokal im denkmalgeschützten Anwesen Schellingstraße 62, gegründet 1890 als Osteria Bavaria, war eine der ersten Gaststätten in München, die auf italienische Küche spezialisiert waren, und hat seine Ausstattung seit der Eröffnung weitgehend erhalten.

## Lage und Anwesen
Das Mietshaus, in dessen Erdgeschoss das Lokal untergebracht ist, steht an der Ecke Schelling-/Schraudolphstraße; zwei Fensterachsen sind nach der Schraudolphstraße, fünf nach der Schellingstraße ausgerichtet. Das Haus mit stuckverzierter Fassade im Stil der Neurenaissance hat drei durch Gesimse getrennte Obergeschosse, über die sich ein Eckerker erstreckt, der in Höhe des Daches als Türmchen fortgesetzt ist; unter dem Erker befindet sich der Eingang zum Lokal.

## Ausstattung
Die Ausstattung des Restaurants ist seit der Eröffnung 1890 weitgehend erhalten. Sie wird als bedeutendes Zeugnis früher mediterraner Gastronomie in München angesehen.
Der Gründer des Restaurants, Joseph Deutelmoser, war Deutscher, aber Freund der italienischen Landschaft, Küche und Kunst. Die Ausstattung spiegelt das Verständnis von mediterranem Flair des ausgehenden 19. Jahrhunderts wider. Ein Nebenraum ist als säulengetragene italienische Loggia gestaltet, wobei flache Säulenvorlagen diese Architektur imitieren, Wandgemälde von Carl Wuttke einen Ausblick auf die Bucht von Neapel vortäuschen. Die Decke ist bemalt mit Motiven aus der griechisch-römischen Mythologie und mediterranen Landschaften.
Auch der Hauptraum ist in mediterranem Stil gestaltet; er ist mit dunklem Holz getäfelt und trägt eine dunkle hölzerne Kassettendecke. Durch Bänke mit hohen Lehnen ist ein Großteil des Raumes in Sitzgruppen gegliedert. Im Hof dient eine Laube, die im Stil eines römischen Rundtempels gestaltet ist, dem Wetterschutz der Gäste; sie wurde auf Veranlassung des Hausbesitzers Alois Fischer, eines Steinmetzen, dort aufgestellt.

## Geschichte
Das Haus wurde in den Jahren 1889 und 1890 von dem Architekten Johann Lihm errichtet. Noch im Fertigstellungsjahr pachtete Joseph Deutelmoser das Erdgeschoss und eröffnete dort das italienische Restaurant unter dem Namen „Osteria Bavaria“, der die durch das Lokal geschaffene Verbindung zwischen Italien und München zum Ausdruck bringen sollte. Die Gaststätte war noch nach dem Zweiten Weltkrieg in Familienbesitz und erhielt erst später den heutigen Namen.
Dank seiner Lage in der Maxvorstadt nahe der Münchner Universität, der heutigen Münchner Technischen Universität und der Kunstakademie München wurde das Restaurant schnell zum Treffpunkt von Studenten, Professoren und Künstlern. Zu den wiederkehrenden Gästen zählte Oskar Maria Graf, der sich dort mit Redakteuren des Simplicissimus traf; in seinen Erinnerungen „Gelächter von Außen“ schildert er den unangenehmen Eindruck, den Adolf Hitler und seine Gefolgsleute auf ihn machten, wenn sie im Nebenzimmer des Lokals saßen. Seine britische Verehrerin Unity Mitford lernte Hitler 1935 in der damaligen Osteria Bavaria kennen. Hitlers Anwesenheit als "Sehenswürdigkeit" in der Osteria wird auch in der München-Ausgabe der Reihe "Was nicht im „Baedeker“ steht" erwähnt.